# XXKK
「XXKK」（ダブルエックスケー）は、日本の歌手・倖田來未の13作目の配信限定シングル。2020年9月4日に配信された。

## 解説
配信シングルとしては、前作『Lucky Star』よりわずか1週間でのリリースとなる。
タイトルの『XXKK』は、デビュー20周年から『20』を意味する『XX』、そして倖田來未のイニシャル『KK』を合わせた『デビュー20周年を迎えた現在の倖田來未』をイメージしたタイトルになっている。

## 楽曲
1. XXKK [3:32]
作詞：KODA KUMI
作曲：Matt Wong、PK、Jamie Jones、Sydnie Brazile

## 収録アルバム
- 『MY NAME IS...』(ファンクラブ限定盤)
- 『monsteR［MY NAME IS...］』
  - 『angeL + monsteR［MY NAME IS...］』
    - 『angeL × monsteR［MY NAME IS...］』(ファンクラブ限定盤)
- 『BEST 〜2000-2020〜』

## 収録ライブ映像
- 『KODA KUMI 20th ANNIVERSARY TOUR 2020 MY NAME IS...』